# Bảo tàng ngoài trời Quân đoàn 1 Ba Lan tại Zdbice
Bảo tàng ngoài trời Quân đoàn 1 Ba Lan tại Zdbice (Tiếng Ba Lan: Skansen bojowy 1 Armii Wojska Polskiego w Zdbicach) là bảo tàng vũ khí ngoài trời trưng bày các hiện vật liên quan đến cuộc chiến lật đổ Bức tường Pomeranian năm 1945, nằm ở Zdbice (khu vực gmina Wałcz).
Xây dựng bảo tàng ngoài trời nằm trong quyết định năm 1980 thành lập Khu tưởng niệm trung tâm của Quân đoàn 1 Ba Lan tại Zdbice, nhằm tạo ra một bức tranh toàn cảnh cụ thể về trận chiến năm 1945.
Bảo tàng tọa lạc dọc theo sườn phía Đông của hồ Zdbiczno, phía tây bắc của làng. Đây là nơi thuật lại cuộc tấn công của một trong các tiểu đoàn thuộc Trung đoàn Bộ binh 12 vào các vị trí của quân đội Đức nằm ở bờ bên kia sông. Về phía Ba Lan, chiến hào và hầm trú ẩn được phục dựng Một số lượng lớn vũ khí di động cũng đã được trưng bày: súng cối, đại bác, xe tăng và Katyushas. Một bãi đậu xe lớn và gian hàng đồ lưu niệm cho khách du lịch ở ven đường.
Mùa hè năm 2012, bảo tàng ngoài trời ngừng hoạt động. Các gian hàng tại bãi đậu xe đã bị xuống cấp nặng nề và chỉ còn lại ba hiện vật: xe tăng T-34, lựu pháo và súng phòng không.

## Một số hiện vật ngoài trời
- Bảng thông tin
- Tàn tích của gian hàng dành cho khách du lịch

|  |  |  |